# La Tentation (ballet)
Pour les articles homonymes, voir La Tentation.
La Tentation est un ballet-opéra en cinq actes de Jean Coralli, musique de Fromental Halévy (avec la collaboration de Casimir Gide pour la musique du ballet), livret d'Edmond Cavé (avec la collaboration d'Henri Duponchel), costumes de Louis Boulanger et Paul Lormier, représenté pour la première fois à Paris, à l'Académie royale de musique le 20 juin 1832.

## Distribution
- Joseph Mazilier : l'ermite
- Pauline Leroux : Marie
- Julie Dorus : Hélène
- Louise Leroux-Dabadie : Mizaël

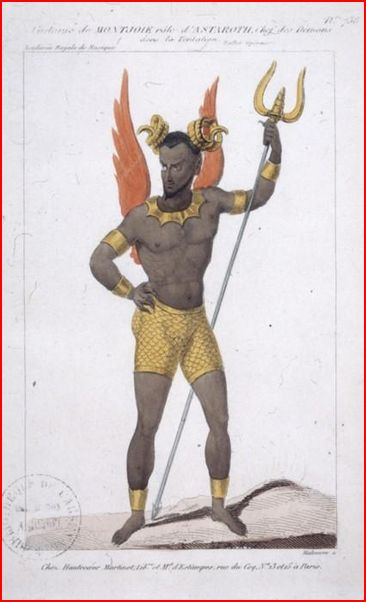
Montjoie : Astaroth
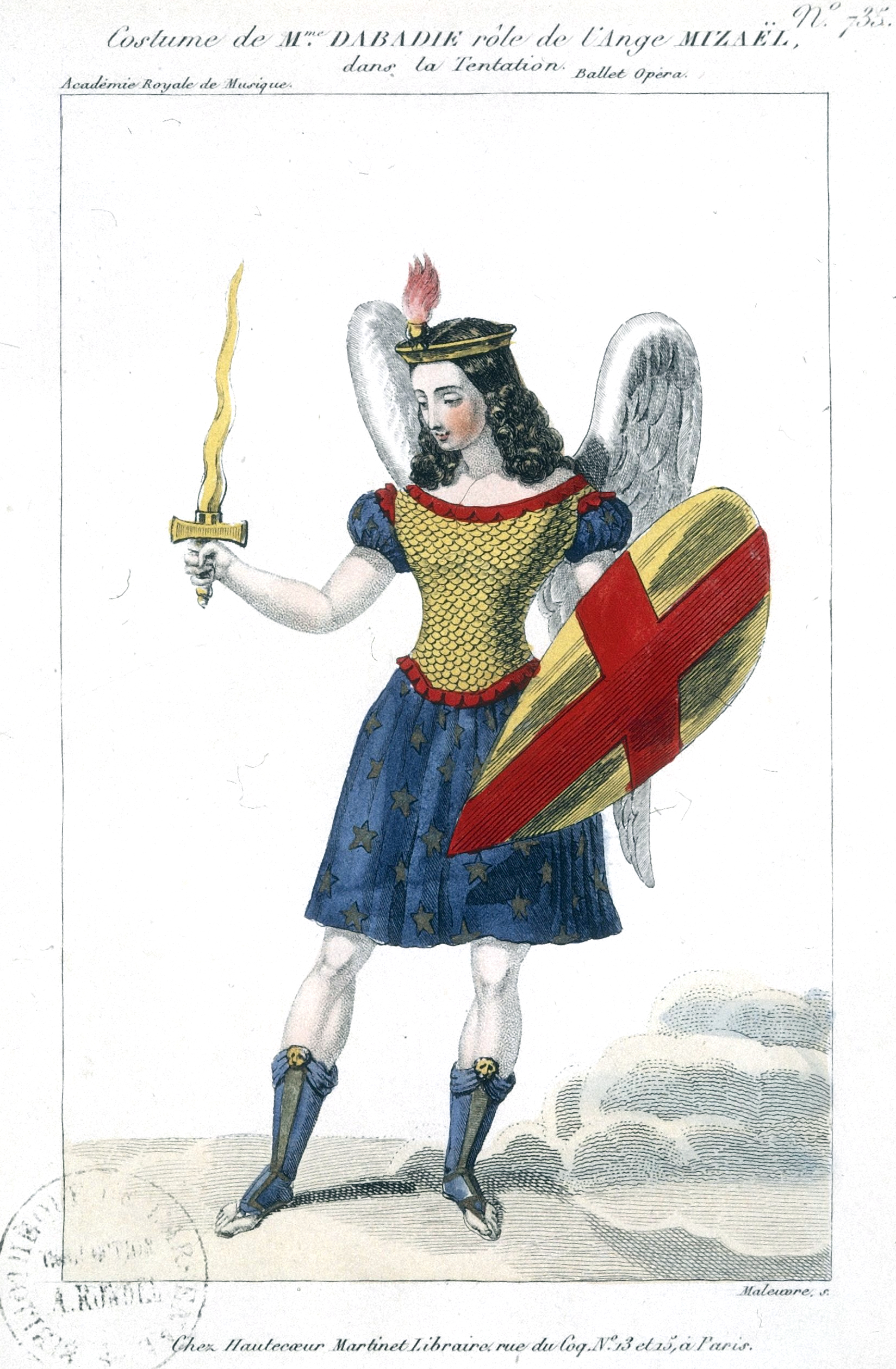
Mme Dabadie : l'ange Mizaël
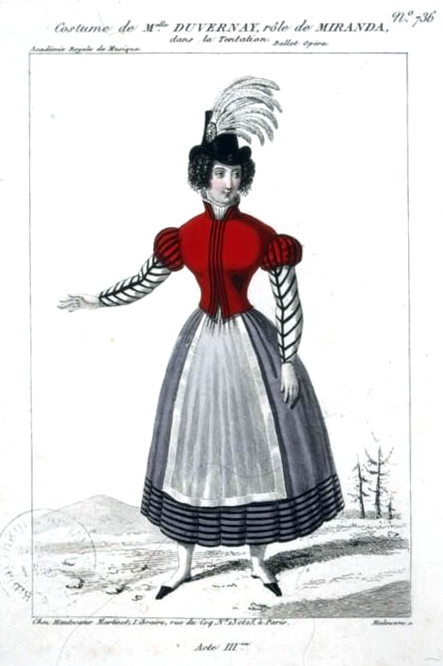
Pauline Duvernay : Miranda
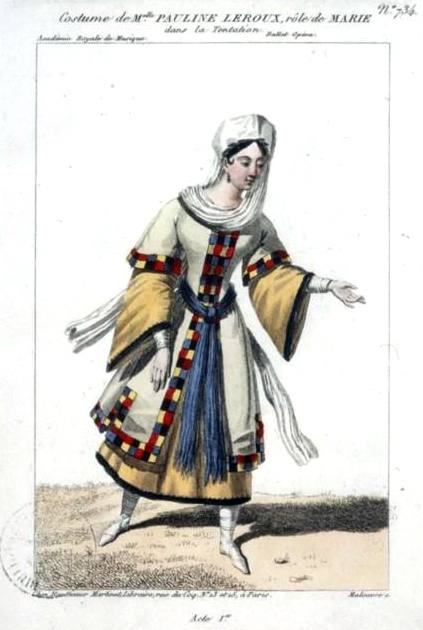
Pauline Leroux : Marie

- Constance Jawureck : Anubri
- Louise Élie : Raca
- Alexis Dupont : Asmodée
- Eugène Massol : Bélial
- Lise Noblet : Validé
- Pauline Montessu : Léila
- Mademoiselle Julia[1] (de Varennes) : Amidé

- Montjoie : Astaroth
- Mme Dabadie : l'ange Mizaël
- Mlle Duvernay : Miranda
- Pauline Leroux : Marie